# Toeti Heraty
Toeti Heraty, també coneguda com a Toeti Heraty Noerhadi-Roosseno (Bandung, 27 de novembre del 1932 – Jakarta, 13 de juny del 2021) fou una poeta i filòsofa feminista indonèsia.

## Biografia
Va nàixer a Bandung, Java Occidental, el 27 de novembre del 1933. El seu pare era enginyer i els seus germans científics. Seguint la tradició familiar, estudià medicina en la Universitat d'Indonèsia (UI) del 1951 al 1955. Es llicencià en psicologia el 1962 i presentà la tesi sobre Simone de Beauvoir. En la Universitat de Leiden, Països Baixos, es llicencià en filosofia i feu la tesi sobre El jo / ego en la cultura o Aku Dalam Budaya. Mentre vivia als Països Baixos, conegué el seu futur marit, el biòleg indonesi Eddy Noerhadi. Es van casar el 1958. Heraty acabà el doctorat en filosofia en la Universitat d'Indonèsia el 1979 amb una tesi sobre El jo i la cultura.
A més de poeta, va ser filòsofa, historiadora de l'art i activista pels drets humans. Va començar a escriure a la universitat i des del 1966 col·laborava sovint amb les principals revistes culturals i literàries indonèsies. Des de llavors es dedicà al món acadèmic. Fou professora en la Facultat de Psicologia de la Universitat de Padjadjaran. Fou cofundadora (Soerjanto Poespowardojo) del Departament de Filosofia de la Facultat d'Arts de la Universitat d'Indonèsia i hi treballà com a professora. També fou directora del Departament de Filosofia i del programa de postgrau d'Estudis de Filosofia. Heraty fou degana de la Lembaga Pendidikan Kesenian, de l'Institut d'Arts de Jakarta, i professora interina de la Facultat d'Arts de la UI el 1994.

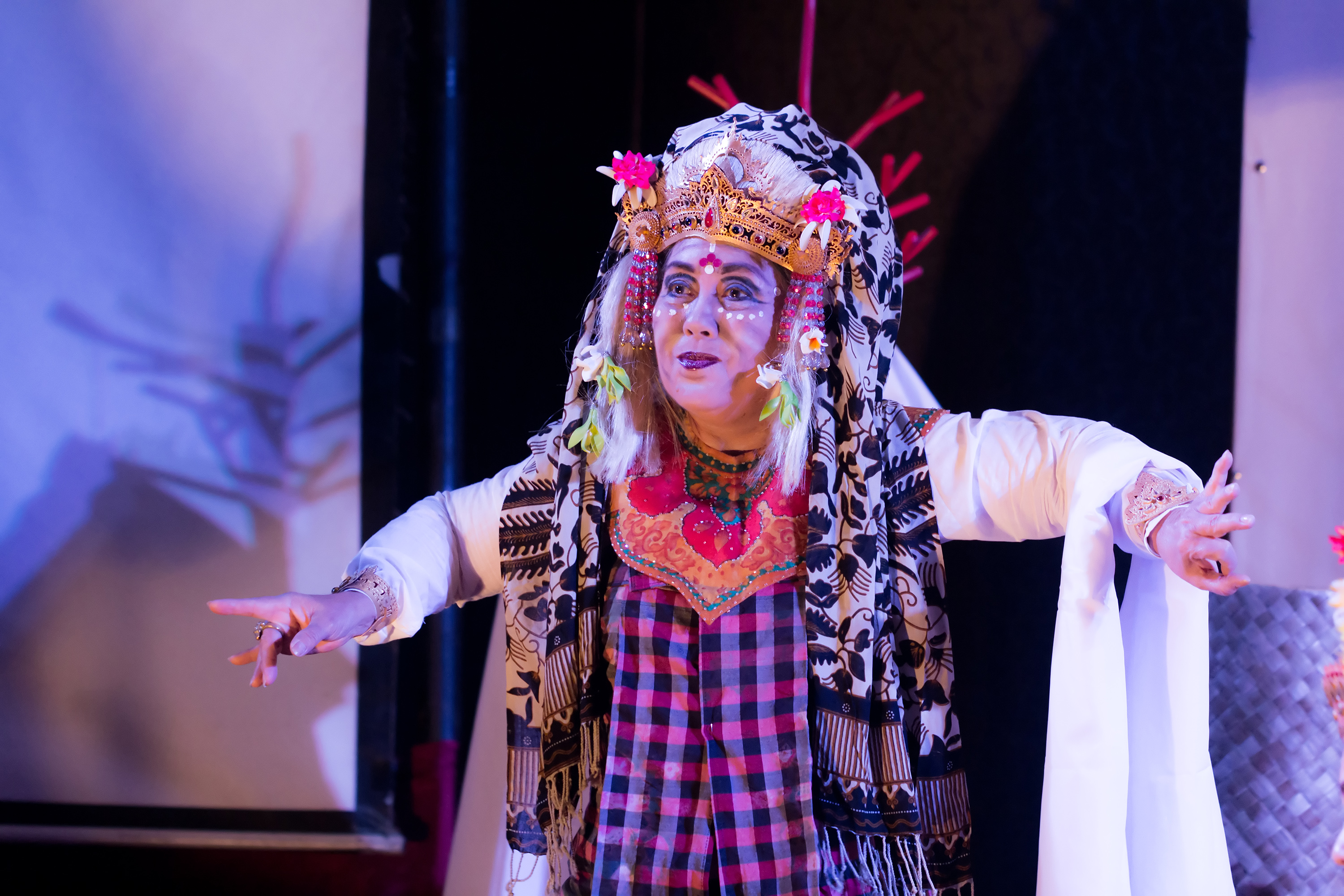
Bulantrisna Djelantik interpretant Calon Arang en un drama de dansa balinesa basat en la versió de la història d'Heraty

Toeti Heraty s'ha considerat durant un temps «l'única dona entre els principals poetes indonesis». La seua poesia és difícil d'entendre; combina una "ambigüitat deliberadament conreada" amb "imatges sovint inesperades i purament associatives". Possiblement, però, era el seu eficaç ús de la ironia per a demostrar la posició desfavorable de les dones en una societat patriarcal el tret que distingeix la poesia de Toeti. Publicà la primera gran col·lecció de poemes, Sajak-Sajak 33 (Poemes als 33) el 1974, que incloïa Dua Wanita (Dues dones), Siklus (Cicle) i Geneva Bulan Juli (Ginebra al juliol). El 1982 va publicar el segon volum de poemes, Mimpi donen Pretensi (Somnis i pretensions). També ha editat un volum de poesia neerlandesa i indonèsia i una col·lecció de poesia de dones. El seu poema més recent, Calon Arang: la història d'una dona víctimizada pel patriarcat, un llibre líric, dona una visió crítica de la percepció estàndard de la gran figura arquetípica d'Indonèsia, Calon Arang. El poema presenta una imatge tridimensional d'una dona que s'enfronta a la societat repressiva i patriarcal, però que és percebuda com una bruixa llegendària.(3)
Es considera que Heraty pertany a la primera generació de pensadors feministes indonesis i ha escrit sobre temes d'importància per a les dones. La poesia de Heraty reflecteix la seua postura feminista i el seu amor per les arts. La seua casa a Menteng, a Jakarta, funciona com una galeria i alberga pintures de destacats pintors, entre ells Affandi, S. Sudjojono, i Srihadi Soedarsono. També va dirigir la Yayasan Mitra Budaya Indonèsia (YMBI, Fundació per als amants de la cultura indonèsia) el 1998. Creà Jurnal Perempuan, una revista feminista que planteja temes relacionats amb el patriarcat. Heraty també col·laborava amb una organització no governamental, Suara Ibu Peduli, que treballa per l'apoderament de les dones.
Heraty va morir el 13 de juny del 2021 a Jakarta.

## Publicacions
- Heraty, Toeti. Sajak-sajak 33 (en indonesi).  Jakarta: Budaja Djaja, 1974. OCLC 2891785.
- Heraty, Toeti; McGlynn. Seserpih pinang sepucuk sirih : bunga rampai puisi wanita (en en, id).  Jakarta: Pustaka Jaya, 1979. OCLC 219920699.
- Heraty, Toeti. Poetry International : Toeti Heraty Noerhadi.  Jakarta: Rotterdamse Kunststichting, 1981. OCLC 66703103.
- Heraty, Toeti. Mimpi & pretensi (en indonesi).  Jakarta: Balai Pustaka, 1982. OCLC 10111240.
- Heraty, Toeti. Semalam dengan penyair wanita (en indonesi).  Jakarta: Taman Ismail Marzuki, 1982. OCLC 21870176.
- Heraty, Toeti; Marzuki. Borobudur.  Jakarta: Djambatan, 1982. OCLC 10112746.
- Heraty, Toeti. Kreativitas : kumpulan 12 makalah serta diskusi Simposium Kreativitas yang diadakan oleh Akademi Jakarta dari tanggal 29-31 Oktober 1980 untuk memperingati ulangtahunnya yang ke 10 (en indonesi).  Jakarta: Akademi Jakarta : Dian Rakyat, 1983. OCLC 10760861.
- Heraty, Toeti. Women's self concept : facts and fears in transition (en indonesi).  Yogyakarta: The fourth Indonesian-Dutch History Conference Publication, 1983. OCLC 24883623.
- Heraty, Toeti. Aku dalam budaya : suatu telaah filsafat mengenai hubungan subyek-obyek (en id, nl).  Jakarta: Pustaka Jaya, 1984. OCLC 12667941.
- Heraty, Toeti; Teeuw. Manifestasi puisi Indonesia-Belanda / Indonesia-Nederland poezie manifestatie/ samenstelling (en id, nl).  Jakarta: Penerbit Sinar Harapan, 1986. OCLC 20751882.
- Heraty, Toeti. Dinamika wanita Indonesia (en indonesi).  Jakarta: Pusat Pengembangan Sumberdaya Wanita, 1990. OCLC 27430424.
- Heraty, Toeti. Nostalgi, transendensi : pilihan sajak (en indonesi).  Jakarta: Gramedia Widiasarana Indonesia, 1995. ISBN 978-979-553-483-9. OCLC 33443849.
- Heraty, Toeti. Calon arang : kisah perempuan korban patriarki : prosa lirik (en indonesi).  Jakarta: Yayasan Obor Indonesia, 2000. ISBN 978-979-461-363-4. OCLC 4734865.
- Heraty, Toeti. Hidup matinya sang pengarang (en indonesi).  Jakarta: Yayasan Obor Indonesia, 2000. ISBN 978-979-461-362-7. OCLC 52604148.
- Heraty, Toeti; McGlynn. A Time, A Season: Selected Poems of Toeti Heraty (en id, en).  Jakarta: Lontar Foundation, 2003. ISBN 978-979-8083-51-8. OCLC 54530299.
- Heraty, Toeti; Rosa Herliany. Pencarian belum selesai : fragmen otobiografi Toeti Heraty (en indonesi).  Magelang: IndonesiaTera, 2003. ISBN 979-9375-42-8. ISBN 979-9375-37-1. ISBN 978-979-9375-37-7. ISBN 978-979-9375-42-1. OCLC 54821860.
- Heraty, Toeti. Pawai kehidupan : 70 tahun Toeti Heraty : sumbangan tulisan dari sahabat, kawan, rekan tercinta dan terhormat (en id, nl, en).  Jakarta: Yayasan Mitra Budaya Indonesia, 2003. ISBN 978-979-9563-16-3. OCLC 55286435.
- Heraty, Toeti. Calon Arang : the story of a woman sacrificed to patriarchy : lyrical prose.  Jakarta: Sanur: Saritaksu Editions, 2006. ISBN 978-979-9697-59-2. OCLC 105364367.
- Heraty, Toeti. Warna-warni (en indonesi).  Depok, Jakarta: Filsafat UI Press, Departemen Filsafat, Fakultas Ilmu Pengetahuan Budaya, Universitas Indonesia, 2008. ISBN 978-979-97298-5-9. OCLC 317778502.
- Heraty, Toeti; Aveling. Rainbow : 18 Indonesian women poets.  Yogyakarta: Tera, 2008. ISBN 978-978-77506-6-7. OCLC 298707230.
- Heraty, Toeti. Puisi.  Londres: Enitharmon, 2008. ISBN 978-1-904634-79-9. OCLC 603872004.
- Heraty, Toeti. Akademi Jakarta mengenang 100 tahun Sutan Syahrir : pasang surut idealisme : kajian "Renungan Indonesia" Sutan Syahrir (en indonesi).  Jakarta: Galeri Cipta II Taman Ismail Marzuki, 2009. OCLC 433975903.
- Heraty, Toeti. Rainha Boki Raja : ratu Ternate abad keenambelas (en en, id).  Depok, Indonesia: Komunitas Bambu, 2010. ISBN 978-979-3731-85-8. OCLC 677976885.